# 牧野鈴子
牧野 鈴子（まきの すずこ、1951年 - ）は、日本の女性イラストレーター。熊本市生まれ。日本児童出版美術家連盟会員。

## 概要
1951年、熊本に生まれる。熊本短期大学美術コースを卒業後、デザイン事務所に勤める。その後上京し、フリーのイラストレーターとして活動する。1979年、第5回サンリオ美術賞を受賞。1983年、創作絵本『森のクリスマスツリー』でボローニャ国際児童図書展エルバ賞推奨。1984年、『おはいんなさいえりまきに』（角野栄子作）で第31回サンケイ児童出版文化賞を受賞。

## 画集
- 『スポンタネット - 大理石の肖像 牧野鈴子画集』サンリオ、1981年9月
- 『ワンダーランド - 牧野鈴子自選複製画集』サンリオ、1987年12月
- 『ピヴォット - 牧野鈴子画集』サンリオ、1989年6月